# Cappel (Öhringen)
Cappel ist ein Dorf auf der Hohenloher Ebene, das seit 1975 zu Öhringen im Hohenlohekreis in Baden-Württemberg gehört. Der Ort hat heute 1159 Einwohner.

## Geographie
Cappel liegt etwa zwei Kilometer östlich von Öhringen auf einer Höhe von 226 m ü. NN bis 287 m ü. NN beidseits der Einmündung des Epbachs in die Ohrn an deren Westknick. Zu Cappel gehört der alte Weiler Hornberg in der jenseitigen Ohrnaue, der sich in einem Neubaugebiet den Hügel des Hornbergs hinauf ausgedehnt hat. Auf der Gemarkung scheint es noch zwei weitere, längst abgegangene Siedlungen gegeben zu haben.
siehe auch Burgstall Hornberg

## Geschichte
Cappel wurde erstmals 1339 als Cappelen erwähnt, der Ort dürfte jedoch zwei bis drei Jahrhunderte älter sein. Die namengebende Kapelle existiert nicht mehr, ihr Standort ist nicht bekannt. Der Weiler Hornberg wurde 1366 erstmals erwähnt. Auf dem südwestlich der Ohrn gelegenen Hornberg befand sich eine mittelalterliche Burg, die nicht mehr vorhanden ist. Der Weiler entwickelte sich aus dem Wirtschaftshof dieser früh aufgegebenen Burg. Die ritteradelige Familie von Hornberg verkaufte den Weiler 1420 an Hohenlohe. Cappel kam mit der Vogtei Öhringen ebenfalls unter die Herrschaft der Hohenlohe. Bei der Erbteilung 1553/55 fiel es an die Linie Hohenlohe-Neuenstein, der Weiler Hornberg an Hohenlohe-Waldenburg. Hornberg fiel 1728 an Hohenlohe-Bartenstein (Amt Pfedelbach). So blieb es bis 1819, bis über das Ende der Hohenloher Herrschaft hinaus. 1819 wurden die beiden Orte zu einer Schultheißerei zusammengefasst  und es wurde eine einheitliche Markierung geschaffen. Der Gemeinde Cappel-Hornberg stand anfangs ein Schultheiß, später ein Bürgermeister vor.
Die Gemeinde Cappel sollte bereits 1939 nach Öhringen eingemeindet werden, die Vereinbarung und die Zustimmung des Reichsstatthalters Wilhelm Murr lagen bereits vor. Der Ausbruch des Zweiten Weltkriegs verhinderte die Eingliederung jedoch. Nach dem Krieg griff der Öhringer Bürgermeister Laidig auf einer Bürgerversammlung 1954 das Thema wieder auf und schlug – erfolglos – die Eingemeindung vor. Auch eine Denkschrift der Stadt Öhringen aus dem Jahr 1966 zeitigte keinen Erfolg. Erst am 1. Januar 1975 wurde Cappel nach Öhringen eingemeindet. Zuvor erfolgte am 1. Januar 1973 der Wechsel vom aufgelösten Landkreis Öhringen in den neugebildeten Hohenlohekreis.
Die Landesgartenschau Baden-Württemberg findet 2016 in Öhringen statt. Ein Großteil der Gartenschauflächen werden auf der Cappeler Markung angelegt.
1672 befanden sich in Cappel eine Zollstätte und eine Erbschenke. Um 1700 lebten in Cappel rund 100 Einwohner, 1800 hatte der Ort 270 Einwohner.

### Entwicklung der Einwohnerzahlen

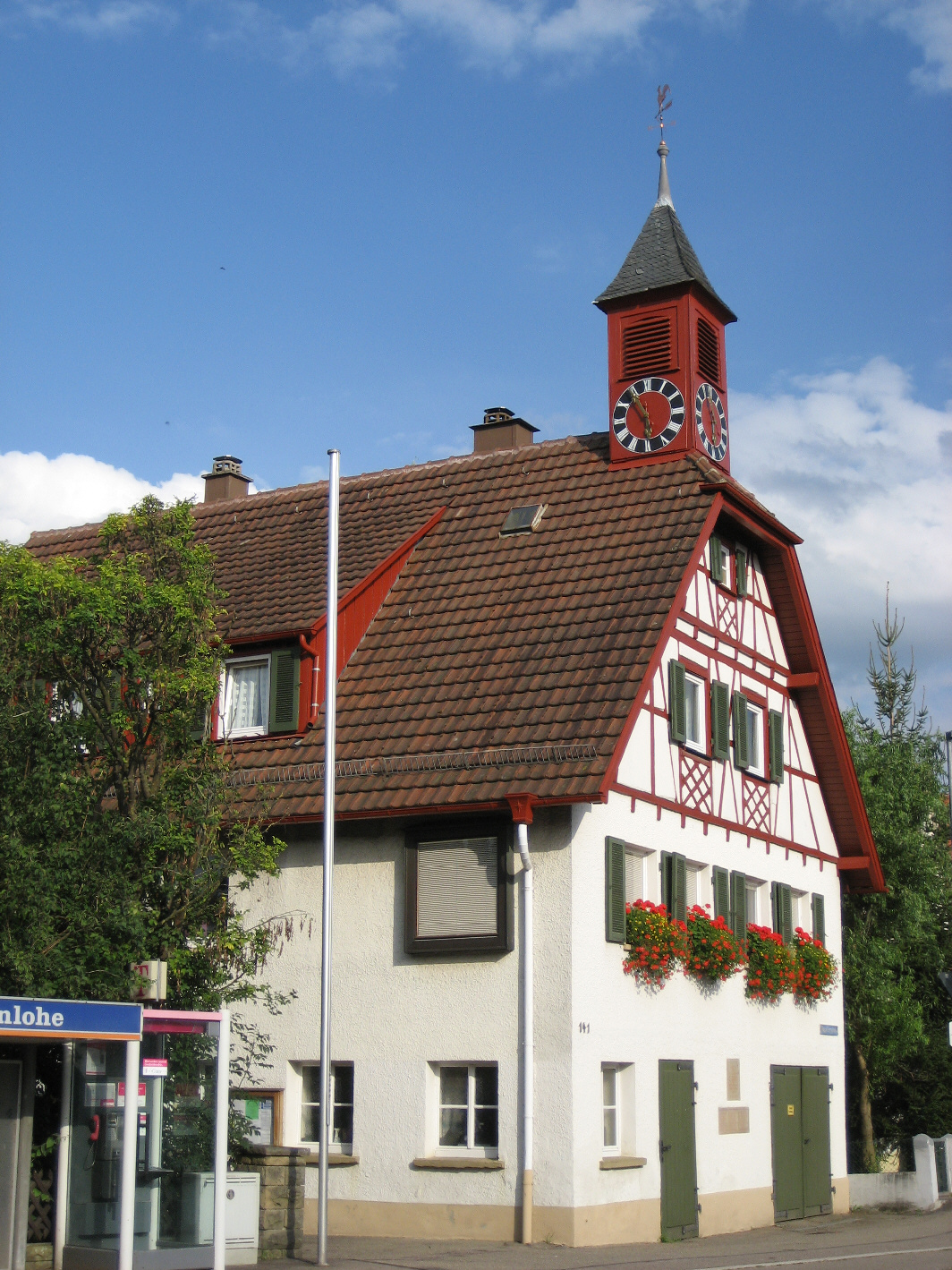
Cappeler Rathaus

| Jahr | Einwohner |
| ---- | --------- |
| 1871 | 340       |
| 1880 | 370       |
| 1890 | 323       |
| 1900 | 305       |
| 1910 | 291       |
| 1925 | 315       |
| 1933 | 297       |
| 1939 | 270       |
| 1950 | 456       |

| Jahr | Einwohner |
| ---- | --------- |
| 1956 | 482       |
| 1961 | 475       |
| 1970 | 777       |
| 1975 | 804       |
| 1980 | 784       |
| 1985 | 771       |
| 1987 | 776       |
| 2006 | 1124      |

## Religionen
Cappel hat nie eine selbstständige Kirchengemeinde gebildet, sondern von Anfang an zum Stift Öhringen gehört. Heute gehören die evangelischen Christen zur evangelischen Kirchengemeinde Öhringen, die katholischen zu St. Joseph Öhringen. Bis 1945 war der Ort fast ausschließlich evangelisch. Seit 1927 besitzen Cappel und Eckartsweiler einen gemeinsamen Friedhof an der Grenze zwischen beiden Orten.

## Bauwerke und Einrichtungen
Der römische Limes verlief über die Ortsgemarkung, woran ein Gedenkstein erinnert. In Cappel befindet sich das Hofgut, ein Palais, das zusammen mit einem Park 1736 von Graf Johann Friedrich I. als kleines Orangerieschloss errichtet wurde. Die ursprünglich vollständig verglaste Südseite wurde nach 1800 durch die heute klassizistische Front mit Rundbogenfenstern ersetzt. Im 19. Jahrhundert verkaufte das Fürstenhaus Palais, Park und zugehörigen Grundbesitz; danach entstanden zusätzliche Wirtschafts- und Wohngebäude. Das Hofgut mit Park und Wirtschaftsgebäuden, sowie die südlich vorgelagerten landwirtschaftlichen Flächen der Ohrnaue, sind Teilbereiche der Landesgartenschau 2016. Im Zuge der Vorbereitungen erfahren Gebäude und Anlagen eine repräsentative Aufwertung.
An Stelle des Schafhauses aus dem Jahr 1747 wurde in der Cappeler Ortsmitte 1950/1951 ein Gemeindehaus errichtet. Es beherbergte drei Wohnungen, die Amtsräume des Rathauses, einen Postraum, die Gemeindewaschküche, einen Mangraum sowie den Feuerwehrgeräteraum. Seit der Eingemeindung diente das Haus als Sitz der Verwaltungsstelle. Die Feuerwehr ist im Gebäude gegenüber untergebracht (ehemaliges Schlachthaus).
Grundschule (1963), Kindergarten (1973), und Friedhof sowie ein Dorfgemeinschaftsraum sind weitere öffentliche Einrichtungen in Cappel.
Im privaten „Meeresmuseum“ werden Muscheln und Schnecken aus allen Weltmeeren gezeigt.

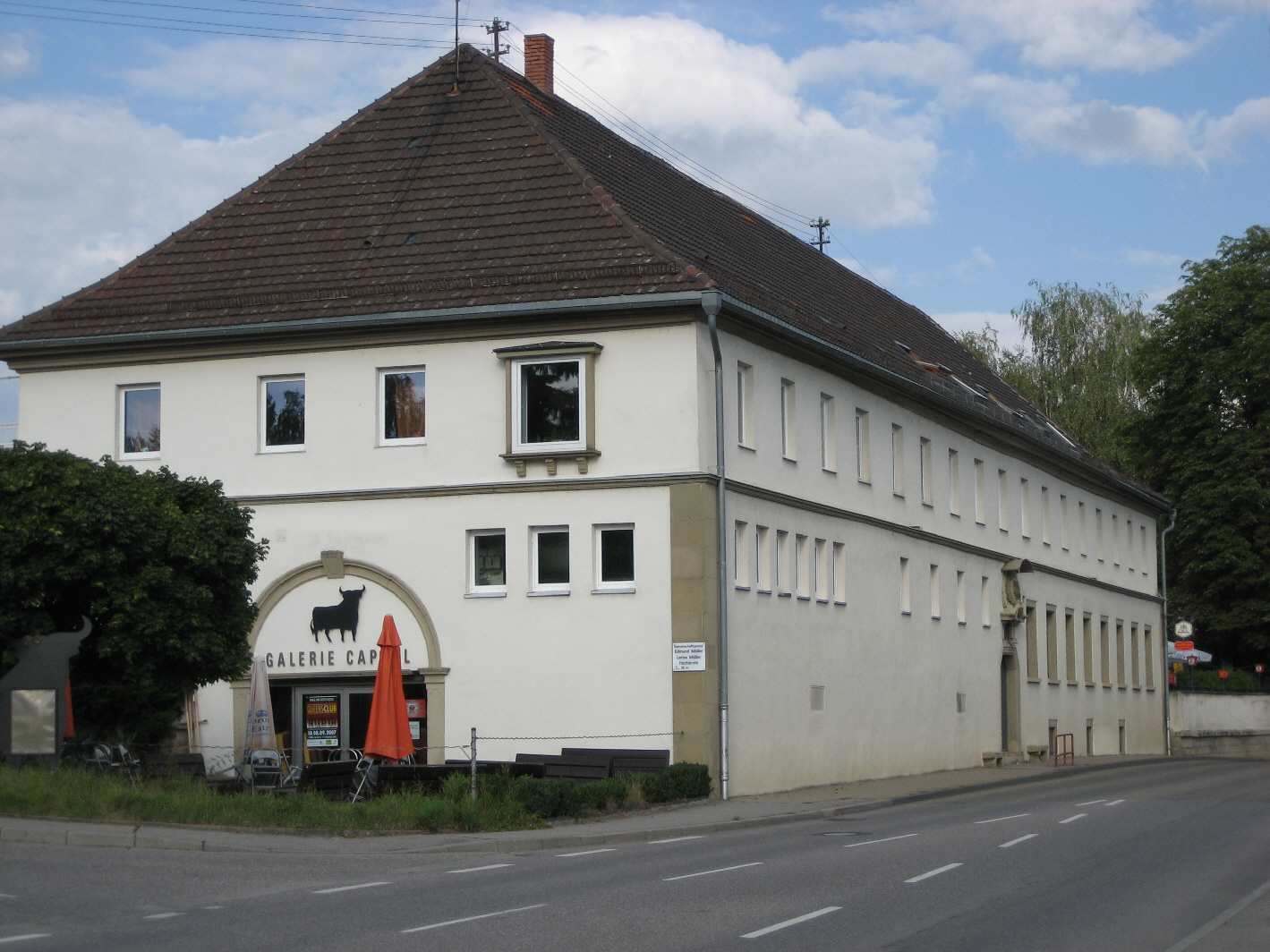
Ehemalige Brauereigaststätte

## Wirtschaft
Bis 1735 gab es in Cappel eine Brauerei im fürstlichen Besitz, südlich der heutigen Durchgangsstraße. Die Brauerei ging in privates Eigentum über und neue Brauereianlagen wurden nördlich der Durchgangsstraße errichtet Nach Bränden 1885 und 1936 wurden sie zweimal neu aufgebaut. Das Hohenloher Löwenbräu Cappel (HLBC) war in der Region weit bekannt. 1982 übergab der Besitzer seinen Betrieb an die Brauerei Stuttgarter Hofbräu, die ihn bald einstellte. 1986 wurden die Anlagen abgebrochen (mit Ausnahme der stattlichen Brauereigaststätte) und ein Lebensmittelmarkt errichtet.
Die Anzahl der landwirtschaftlichen Betriebe hat sich in den vergangenen Jahren stark reduziert. Zwei Sägemühlen waren in Cappel. an Eppach und Ohrn. bis vor dem Krieg in Betrieb. Beide Mühlen wurden abgebrochen. Aus der Sägemühle an der Ohrn entstand ein Holzbetrieb. Eine Bankfiliale der Raiffeisenbank Bretzfeld-Neuenstein sowie mehrere Handwerks- und Dienstleistungsbetriebe befinden sich in Cappel. Durch die Vorstadtlage zu Öhringen haben sich mehrere Handelsbetriebe angesiedelt.

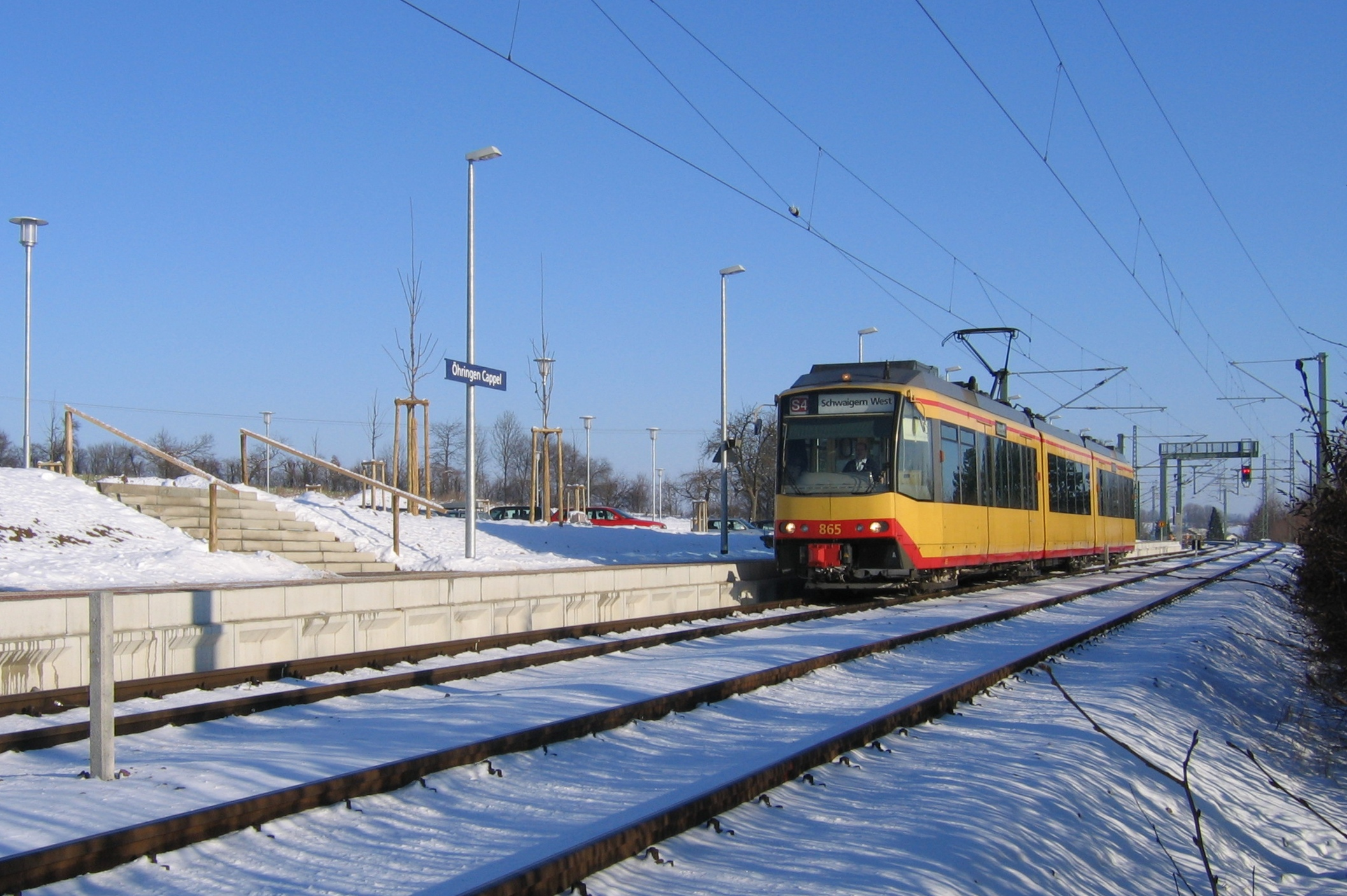
Stadtbahn in Cappel

## Verkehr
Cappel liegt an der Bahnstrecke Crailsheim–Heilbronn, am nördlichen Siedlungsrand ist die Endhaltestelle der Stadtbahnlinie S4 aus Heilbronn.
Die Landesstraße L 1036, die die Oberzentren Heilbronn und Schwäbisch Hall verbindet, führt mitten durch Cappel. In diese münden in der Ortsmitte Kreisstraßen aus nördlicher und südlicher Richtung. Nördlich des Ortes berührt die A 6 Heilbronn–Nürnberg seine Gemarkung, die nächsten Anschlussstellen liegen bei Öhringen im Westen und bei Neuenstein im Nordosten, auf der Straße etwa dreieinhalb bzw. sechs Kilometer entfernt.
Mehrere touristisch ausgewiesene Radwege führen durch Cappel.

## Vereinswesen
Cappel hat einen Gesangverein, einen Reit- und Fahrverein und einen Dorfgemeinschaftsverein mit mehreren Untergruppen. Die Cappler Feuerwehr ist eine Abteilung der Freiwilligen Feuerwehr Öhringen. Die Vereine veranstalten übers Jahr mehrere Feste und Feiern.